# Superliga sueca

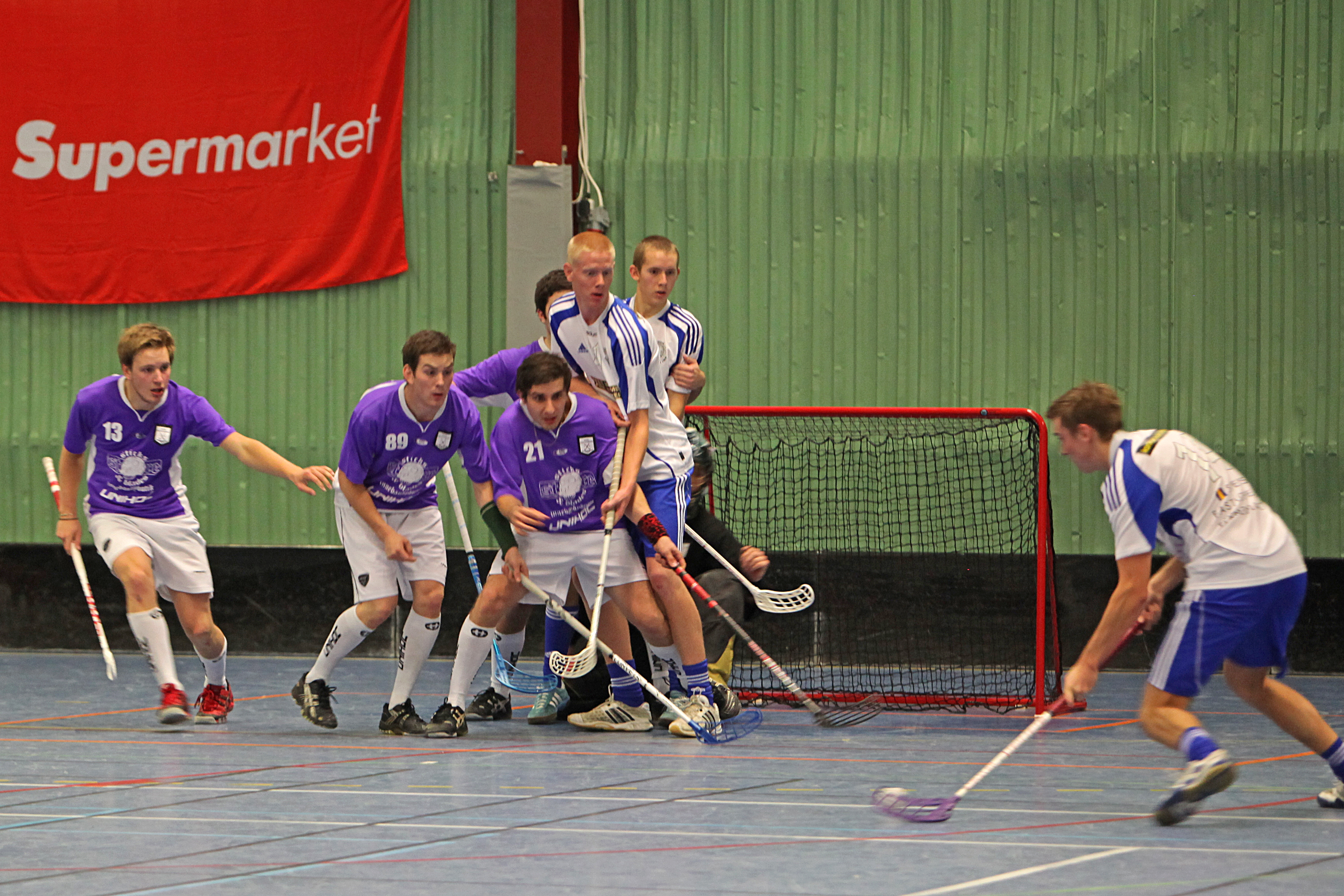
Vaxholms IBF - Salems IF.

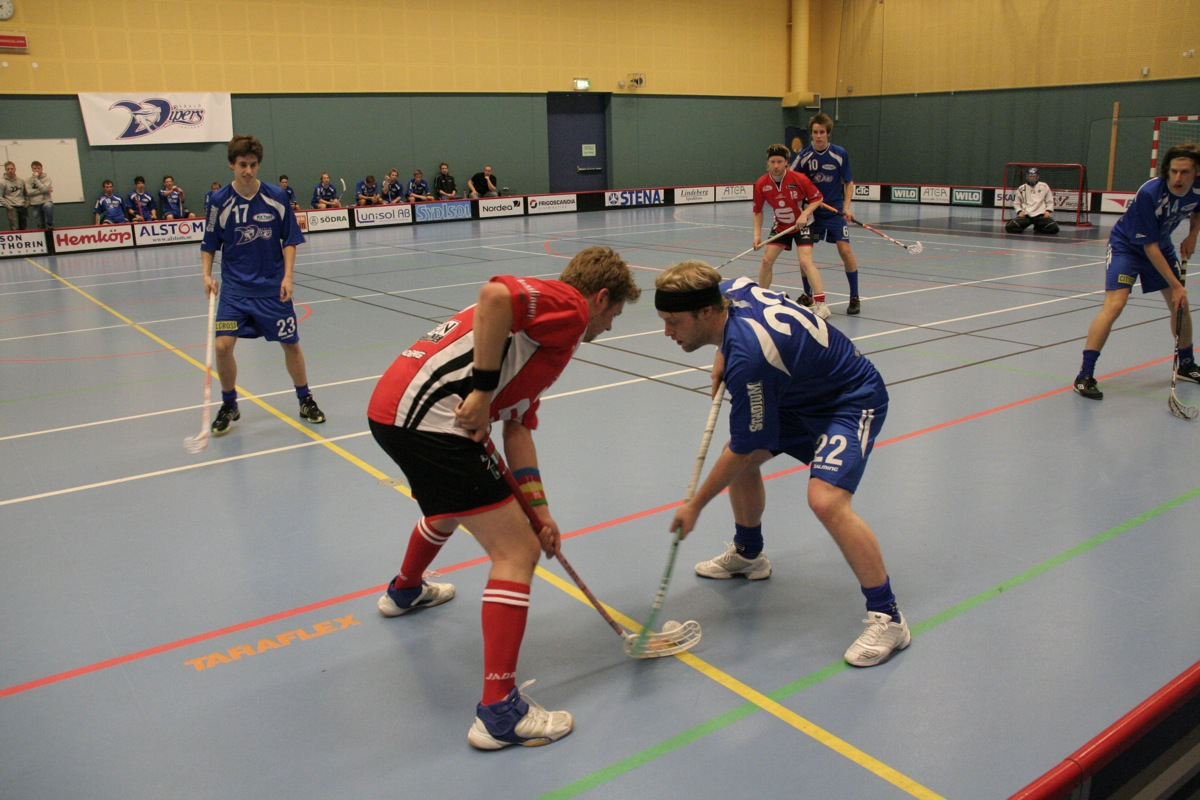
Växjö Vipers - UHC.

A Superliga Sueca – em sueco Svenska superligan – é a primeira divisão do campeonato  sueco de floorball (innebandy) para homens.

Esta competição existe desde 1989, tendo adquirido o nome e a forma atual em 2007/2008.

## Campeões
O IBK Lockerud  é o clube mais vezes campeão, seguido pelo Warbergs IC 85 e pelos Kolarbyns IBS, Haninge IBK e Balrog IK.
| Títulos | Clubes               |
| ------- | -------------------- |
| 5       | IBK Lockerud         |
| 4       | Warberg IC           |
| 3       | Kolarbyns IBS        |
| 3       | Balrog IK            |
| 3       | Haninge IBK          |
| 4       | Storvreta IBK        |
| 3       | IBF Falun            |
| 2       | Fornudden IB         |
| 2       | Pixbo Wallenstam IBK |
| 2       | AIK                  |
| 1       | Tomasgårdens IF      |
| 1       | Norrstrands IF       |
| 1       | Kista IBK            |

## Clubes participantes (2010-11)
A Superliga Sueca  é disputada por 14 clubes, havendo a possibilidade de promoções e despromoções.
| Clube               | Campo (capacidade)           | Classificação em 2009-10 |
| ------------------- | ---------------------------- | ------------------------ |
| Storvreta           | Fyrishov (2 800)             | 1                        |
| AIK                 | Solnahallen (2 200)          | 3                        |
| Pixbo               | Wallenstamhallen (2 100)     | 9                        |
| Warberg             | Sparbankshallen (2 350)      | 4                        |
| FC Helsingborg      | Idrottens Hus (1 800)        | 5                        |
| Dalen               | Gammliahallen (2 000)        | 6                        |
| Mullsjö AIS         | Nyhemshallen (2 000)         | 1 (divisão 1 sul)        |
| Balrog              | Botkyrkahallen (1 100)       | 7                        |
| Caperio/Täby FC     | Tibblehallen (1 400)         | 2                        |
| IBF Falun           | Falu-Kuriren Arena (2 700)   | 8                        |
| Linköping Innebandy | Linköpings Sporthall (2 200) | 1 (divisão 1 centro)     |
| KAIS Mora IF        | Unihoc Arena (1 800)         | 2 (divisão 1 norte)      |
| IK Sirius           | Fyrishov (2 800)             | 10                       |
| Umeå City           | Gammliahallen (2 000)        | 11                       |